# Сабуров, Михаил Иванович
Михаил Иванович Сабуров (?—1882) — русский писатель, священник и магистр Московской духовной академии XIX века.

## Биография
Родился в семье протоиерея Калужской епархии.
Обучался в Калужской духовной семинарии, окончив которую в 1854 году, он поступил в Московскую духовную академию. Окончив академию в 1858 году и будучи причисленным к первому разряду, Михаил Иванович стал бакалавром по курсу церковной археологии и греческого языка. Уже в следующем году Сабуров получил степень магистра, а в 1861 году стал инспектором Московской духовной академии.
В 1862 году он получил сан священника московской церкви Мартина-исповедника и находился в этом звании вплоть до конца жизни.
Скончался в 1882 году в Москве.
Им было написано несколько статей и поучений, в их числе:
- «Догматическое изложение англиканской церкви»
- «Об антихристе»[1]